# Inkretin
Inkretiny jsou hormony vylučované enterokrinními buňkami tenkého a tlustého střeva v reakci na příjem potravy. Jejich hlavní funkcí je stimulovat syntézu a sekreci inzulínu v pankreatických β-buňkách a podporovat životnost těchto buněk stimulací růstu a množení a inhibicí apoptózy. Inkretiny jsou zodpovědné za takzvaný "inkretinový efekt", což je jev, který pozorujeme, podáme-li stejné množství glukózy orálně nebo trávicí trakt obejdeme podáním glukózy do žíly či do peritonea. Pokud glukózu podáme orálně, a do krve se tak vstřebá přes střevo, dojde ke stimulaci sekrece inkretinů a k výlevu přibližně dvakrát většího množství inzulínu, než kdybychom glukózu podali injekčně intravenózně či intraperitoneálně. V současné době má rodina inkretinů pouze dva členy a to hormony GLP-1 (glucagon-like peptide-1) a GIP (glucose-dependent insulitropic polypeptide).

## Syntéza a sekrece[2]

### GLP-1
GLP-1 je peptid tvořený 36 aminokyselinami. V krevním oběhu se vyskytuje ve dvou stejně aktivních formách GLP-1-(7-37) a GLP-1-(7-36)-amid. Je syntetizován v enterokrinních L-buňkách, které jsou roztroušeny po celé délce tenkého i tlustého střeva. Největší koncentrace těchto buněk je však v distální části trávicí soustavy, v illeu a ve tlustém střevě. Buňky schopné syntetizovat GLP-1 se nacházejí také v mozku, ve slinných žlázách a ve slinivce břišní.
Prekurzorem GLP-1 je biologicky neaktivní peptid proglukagon, který je štěpen prohormonkonvertázami, enzymy z rodiny proteáz, na kratší úseky, které mohou působit jako aktivní hormony. Z hlediska GLP-1 je důležitá prohormonkonvertáza PC1/3, která štěpí proglukagon na oxyntomodulin, intervening peptide-1, GLP-2 a právě GLP-1. Proglukagon může být štěpen také prohormonkonvertázou PC2, jejímiž produkty jsou glicentin-related polypetide, glukagon, intervening peptide-1 a major proglucagon fragment (MPGF). Aby mohla buňka produkovat hormon GLP-1, musí tedy exprimovat zároveň gen pro proglukagon a proteázu PC1/3.
Jelikož je GLP-1 peptid, může být, podobně jako jiné hormony bílkovinné povahy, syntetizován do zásobních granulí, které jsou uloženy v buňce a vyčkávají na povel k vylití do krevního oběhu. Tímto povelem je v případě GLP-1 přítomnost natrávených živin v tenkém a v tlustém střevě. Výlev GLP-1 mohou aktivovat cukry (především glukóza), mastné kyseliny (produkty trávení tuků) i proteiny tak, že se vážou na receptory přítomné na apikální membráně enterokrinních L-buněk.

### GIP
GIP je taktéž peptid tvořený 42 aminokyselinami. Je syntetizován v podobě bílkovinného prekurzoru progip, který je, podobně jako proglukagon, sestříhán prohormonkonvertázou PC1/3. GIP je sekretován z enterokrinních K-buněk, které se nacházejí především v proximální části trávicí soustavy, v duodenu a v jejunu. Podnětem k jeho sekreci je, stejně jako v případě GLP-1, vazba natrávených živin na receptory na membránách K-buněk.

### Časové schéma sekrece inkretinů
Zatímco GIP je sekretován spíše v jedné fázi řádově několik minut po pozření potravy, sekrece GLP-1 vykazuje typický bifázický vzorec s ranou fází 10 - 15 minut a pozdní fází 30 - 60 minut po pozření potravy. Vzhledem k tomu, že se L-buňky sekretující GLP-1 nacházejí především v distálních oddílech střeva, není zcela pravděpodobné, že by sekreci GLP-1 v rané fázi stimulovaly přímo živiny. Jedná se spíše o působení inkretinu GIP, který je v buňkách proximálních oddílů střeva sekretován přímo po stimulaci živinami a vazbou na vlastní receptory na povrchu L-buněk nebo spíše prostřednictvím nervového signálu pak stimuluje sekreci GLP-1. Dalším impulzem k rané sekreci GLP-1 může být aktivace nervového systému při příjmu potravy.

## Působení inkretinů

### Vazba na receptor
Receptorem pro hormon GLP-1 je GLP-1R. Jedná se o klasický membránový receptor spojený s G proteinem, jehož aktivace vede k syntéze cyklického AMP. Specifickým antagonistou GLP-1R je protein Exendin (9-39), agonistou je pak například Exendin-4. GLP-1R je exprimován v buňkách Langerhansových ostrůvků v pankreatu, v plicích, srdci, ledvinách, žaludku, střevech a v některých částech mozku (konkrétně hypofýza, mozkový kmen a hypotalamus). Naopak jeho přítomnost ve svalu, v játrech a v tukové tkáni nebyla u lidí ani u hlodavců prokázána.
GIPR, receptor pro hormon GIP, má stavbu a aktivitu podobnou receptoru GLP-1R. Najdeme ho například v pankreatu, v žaludku, ve střevech, v některých částech mozku, ale na rozdíl od GLP-1R také v kostech a v tukové tkáni. Receptor GIPR rychle podléhá reverzibilní homologní desenzitizaci (tj. internalizaci receptoru po jeho opakované aktivaci agonistou). Za některých patologických metabolických podmínek může být také zrychleně degradován, což je pravděpodobně příčinou snížené funkce GIP u diabetiků a obézních jedinců (viz dále).

### Fyziologické účinky Inkretinů[1][2]
Pankreas
V pankreatu GLP-1 působí inzulinotropicky a to tak, že přímo stimujuje glukózou-indukovanou sekreci inzulínu a zvyšuje míru exprese genu pro inzulín. Vlivem GLP-1 také narůstá celková hmota β-buněk pankreatu, a to díky stimulačnímu efektu na proliferaci, diferenciaci a neogenezi a naopak inhibičnímu efektu na apoptózu pankreatických β-buněk.
Dalším účinkem je zvyšování citlivosti β-buněk ke glukóze stimulací exprese genů pro proteiny, které se účastní transportu glukózy a přenosu signálu vedoucího k sekreci inzulínu. Jedná se například o gen pro K-ATP kanál, glukózový transportér nebo glukokinázu. Pravděpodobně tímto způsobem dokáže GLP-1 navrátit citlivost ke glukóze buňkám, které už ji zcela ztratily, nebo ji měly výrazně poškozenou.
GLP-1 stimuluje kromě sekrece inzulínu také sekreci somatostatinu a naopak inhibuje sekreci glukagonu. Zatímco sekreci somatostatinu stimuluje přímou interakcí s α-buňkami pankreatu, u glukagonu není doposud jasné, jestli se jedná o přímou interakci, nebo efekt zprostředkovaný působením somatostatinu. Protichůdné důkazy hovoří pro obě možnosti.
Inzulinotropický účinek GLP-1: Sekrece inzulínu se zvyšuje především prostřednictvím regulace potenciálu na membráně pankreatických β-buněk. GLP-1 inhibuje činnost K-ATP kanálů a napěťově závislých K(v) kanálů, čímž membránu depolarizuje a následně také prodlužuje dobu trvání této depolarizace. Dále GLP-1 zvyšuje mitochondriální syntézu ATP a stimuluje otevírání napěťově závislých vápníkových kanálů, čímž zvyšuje obsah intracelulárního vápníku. Téhož efektu dosahuje mobilizací intracelulárních vápníkových zásob v ER. Nárůst koncentrace vápníku uvnitř buňky pak vede k intenzivnějšímu výlevu zásobních granulí s inzulínem.
K potenciaci exprese genu pro inzulín dochází aktivací dráhy cAMP → PKA. Důležitou roli v další signalizaci pak hraje především transkripční faktor Pdx-1 (pancreas-duodenum homeobox 1), který se celkově podílí na udržování funkce a vitality pankreatických β-buněk.
Vitalita pankreatických β-buněk: Ve stimulaci proliferace a dozrávání hraje klíčovou úlohu signalizační dráha β-catenin/Wnt → TCF7L2. Genetické poruchy v této signalizační dráze se také ukázaly jako významné rizikové faktory pro rozvoj diabetu. Aktivace GLP-1 receptoru v pankreatu zvyšuje koncentraci proteinu TCF7L2, který dále stimuluje expresi CD1. Ten se podílí na regulaci buněčného cyklu a stimuluje proliferaci beta buněk. TCF7L2 také stimuluje expresi GLP-1R a tím zvyšuje citlivost beta buněk k GLP-1. U diabetiků je exprese TCF7L2 trvale snížená, což je možná příčinou sníženého inkretinového efektu u těchto pacientů.
Apoptóze brání GLP-1 hned na dvou úrovních a to přímé a nepřímé. Přímo působí GLP-1 snížením exprese pro-apoptotických proteinů, jako je například kaspáza-3, a zvýšením exprese proteinů „pro přežití“ Bcl-2, Bcl-xL a IAP-2 (inhibitor of apoptosis protein-2). Důležitou roli v přežívání pankreatických beta buněk hraje cytoklin IGF-2, který je kosekretován v sekrečních váčcích spolu s inzulínem. Tento cytokin působí autokrinně a parakrinně na IGF-1R na povrchu β-buněk. Aktivace receptoru IGF-1R vede k fosforylaci proteinů Akt a BAD a tím k inhibici apoptózy. GLP-1 zvyšuje množství IGF-1R na membránách β-buněk. Nepřímé působení spočívá ve zlepšení metabolického profilu, které vede ke snížení obsahu glukózy a volných mastných kyselin krvi a tím pádem k eliminaci jejich toxického působení na β-buňky pankreatu.
GIP v pankreatických buňkách stimuluje sekreci inzulínu signalizační drahou zahrnující cAMP/PKA a protein Epac2. Citlivost beta buněk k GIP je dána především množstvím GIPR na membránách. Expresi těchto receptorů pravděpodobně stimuluje transkripční faktor PPARγ, jehož exprese je v podmínkách trvalé hyperglykémie snížená. Tento fakt má možná příčinnou souvislost s rozvojem GIP-rezistence u obézních jedinců a diabetiků.
V souvislosti se sekrecí glukagonu má GIP zvláště v podmínkách trvalé hyperglykémie opačné účinky než GLP-1. Zatímco GLP-1 inhibuje sekreci glukagonu pravděpodobně nepřímo přes somatostatin, GIP sekreci glukagonu u diabetiků paradoxně stimuluje.
Játra
Podávání agonistů GLP-1R inhibuje v játrech glukoneogenezi a brání akumulaci lipidů v játrech a rozvoji jaterní steatózy. Jelikož GLP-1R se v játrech spíše nenachází (zatím nebyly podány přesvědčivé důkazy o opaku), jedná se v obou případech o efekt nepřímý. Regulace jaterní glukoneogeneze souvisí s aktivitou GLP-1 v mozku, zatímco redukce jaterní steatózy dobře koreluje a pravděpodobně přímo souvisí s účinkem GLP-1 na tělesnou hmotnost.
Tuková tkáň
GLP-1 v bílé tukové tkáni snižuje ukládání tuku stimulací lipolýzy a inhibicí lipogeneze. Stejně jako v případě jater, ani v bílé tukové tkáni nebyla potvrzena přítomnost GLP-1R, proto se opět jedná o nepřímý efekt zprostředkovaný aktivitou GLP-1 v mozku. GLP-1 zde aktivuje sympatický nervový systém a tím působí jak na bílý tuk, tak pravděpodobně na tuk hnědý, kde u pokusných zvířat, nikoliv však přesvědčivě u lidí, stimuluje netřesovou termogenezi.
Oproti tomu receptory GIP se v bílé tukové tkáni nacházejí a vliv GIP na bílou tukovou tkáň je velmi výrazný především v podmínkách trvale zvýšené koncentrace GIP u obézních jedinců a diabetiků. GIP v tukové tkáni zvyšuje adipozitu a snižuje senzitivitu této tkáně k inzulínu.

## Degradace a eliminace inkretinů
Jak aktivní GLP-1 tak GIP jsou štěpeny výhradně proteázou dipeptidylpetidázou 4 (DPP4, CD26). Tato proteáza je exprimována v mnoha tkáních (ledviny, plíce, nadledviny, játra, střeva, pankreas, mozek) a také v krevním oběhu, kde se nachází ve formě solubilní (rozpustné) nebo vázané na membránu vaskulárních epitelií. DPP4 rozpoznává výhradně substráty, které mají na 2. pozici od aminového konce bílkovinného řetězce aminokyselinu alanin nebo prolin. Z takovýchto substrátů odštěpuje poslední dvě aminokyseliny, čímž z aktivních hormonů GLP-1 a GIP vytváří biologicky neaktivní metabolity.
Vzhledem k tomu, že se DPP4 nachází i v kapilárách, které obklopují střevo, podlehne velké množství sekretovaných inkretinů degradaci ještě dříve, než se vůbec dostane do krevního oběhu. Obecně činí biologický poločas aktivního GLP-1 přibližně 1 - 2 minuty a GIP přibližně 5 minut. Z tohoto důvodu je především v případě GLP-1 biologicky významnější působení na lokální úrovni, takzvané parakrinní působení na buňky v nejbližším okolí enterokrinních L-buněk. GLP-1 se zde váže především na nervová zakončení nervového systému sympatiku a významná část jeho působení je tak zprostředkována nikoliv přímou vazbou hormonu na cílovou buňku, ale nervovým přenosem. GIP pak může díky své vyšší odolnosti vůči proteolytickému působení DPP4 působit také na velké vzdálenosti, tedy endokrinně.

## Inkretiny a diabetes 2. typu
Již v roce 1986 bylo zjištěno, že u pacientů s diabetem 2. typu dochází k významnému snížení inkretinového efektu . To se projeví jednak snížením celkového množství sekretovaného inzulínu, ale také narušením časového schématu sekrece inzulínu a vznikem značných výkyvů v hladině cukru v krvi. Pravá podstata částečné ztráty inkretinového efektu je stále předmětem výzkumu, nicméně předpokládá se, že příčinou je rozvoj celotělové rezistence vůči inkretinu GIP a poklesu koncentrace aktivního GLP-1 .

## Využití v medicíně[6]
Pro své příznivé účinky na podporu životnosti pankreatických β-buněk byly inkretiny dlouhou dobu ideálními kandidáty na léčbu diabetu 2. typu. Problémem byla náchylnost k rychlé degradaci všudypřítomnou DPP4. Průlom přinesl až objev odolného analogu GLP-1 ve slinách korovce jedovatého (Heloderma suspectum), který má na druhé pozici bílkovinného řetězce aminokyselinu glycin a proto nemůže být DPP4 degradován. Tato látka dostala název exendin, jelikož byla sekretována exokrinní žlázou a přitom měla endokrinní účinky. Do klinické praxe byl v roce 2005 zaveden její syntetický analog, Exenatide-4. Dalším analogem GLP-1, který byl schválen pro použití k léčbě diabetu, byl Liraglutide v roce 2009. Tento syntetický analog má kromě lehce pozměněného bílkovinného řetězce také připojenou mastnou kyselinu (C16), díky které se v krevním oběhu váže na albumin a prodlužuje tak svůj biologický poločas na 11 - 13 hodin. Mezi nevýhody těchto jinak značně účinných léků patří nausea jakožto velice častý nežádoucí efekt, a fakt, že se musí podávat injekčně.
Vedle agonistů GLP-1 receptoru se při inkretinové terapii využívají také inhibitory DPP4, které se souhrnně označují jako gliptiny. Jejich účinky jsou podobné mimetikům GLP-1, zdají se však být šetrnější k organismu a nemají tendenci vyvolávat nevolnost. do této skupiny patří například preparáty Vildagliptin, Sitagliptin a Saxagliptin.